# Héritabilité
L'héritabilité mesure la part de variabilité d'un trait phénotypique qui dans une population donnée, est due aux différences génétiques entre les individus composant cette population. L'héritabilité au sens large est égale à la variance du trait attribuable aux différences génétiques dans la population divisée par la variance totale du trait dans la population. L'héritabilité au sens étroit correspond à une partie de l'héritabilité au sens large, ne tenant compte que de la variance d'origine génétique dite additive.
L'héritabilité est une notion de génétique quantitative, faisant appel à un modèle statistique complexe, qui est souvent mal comprise. L’héritabilité est aussi fréquemment interprétée de manière erronée dans des débats relatifs au déterminisme biologique des traits humains, par exemple pour attribuer à des différences génétiques intergroupes l'explication de différences phénotypiques.
En pratique, l'héritabilité est estimée grâce à une modélisation mathématique des relations entre génotypes et phénotypes. Cette estimation repose sur certaines hypothèses qui ne sont généralement pas vérifiées et qui peuvent être invalides. L'estimation de l'héritabilité d'un trait dans une même population peut ainsi différer selon le modèle et les données utilisés.

## Définition
Lorsqu'on parle d'héritabilité sans autre précision, en particulier s'agissant d'un trait humain, cela fait normalement référence à la notion d'héritabilité au sens large.

### Héritabilité au sens large
L'héritabilité au sens large d'un phénotype, notée H², est une mesure de la part de variabilité du phénotype qui dans une population donnée, est due aux différences génétiques entre les individus de cette population. Soient Vg la variance du phénotype attribuable à la variabilité génétique dans la population et Vp la variance totale du phénotype dans la population, l'héritabilité du phénotype dans la population est par définition égale au rapport de la première sur la seconde, soit :
{\displaystyle H^{2}=V_{g}/V_{p}}
L'héritabilité est habituellement exprimée en pourcentage. Elle est par construction comprise entre 0 et 1, c'est-à-dire entre 0 % et 100 %.

### Héritabilité au sens étroit
L'héritabilité au sens étroit, notée h², est particulièrement utilisée dans le cadre de la sélection artificielle, lorsqu'on cherche à faire évoluer une population animale ou végétale afin d'obtenir un gain sur un phénotype (production laitière, taille de plantes, etc). Appelé réponse à la sélection (R), ce gain est égal à la différence entre la moyenne de la valeur du phénotype chez les descendants des individus sélectionnés et cette moyenne dans la population initiale. Afin d'obtenir une prédiction du gain qui sera obtenu en sélectionnant un sous-ensemble de la population plus « performant », R peut être estimée à partir de h2 via l'équation dite « du sélectionneur » (breeder's equation) formulée par Jay Lush en 1937 :
{\displaystyle R=h^{2}S}
avec S = différence entre la valeur moyenne du phénotype dans la population et celle dans la sous-population sélectionnée.
Le calcul de h² est basé sur une décomposition de la variance attribuable à la variabilité génétique. On peut en particulier écrire :
{\displaystyle V_{g}=V_{a}+V_{d}+V_{i}}
avec :
- Va = variance additive, c'est-à-dire due aux effets moyens additionnés des deux allèles de chaque locus génétique portés par un individu,
- Vd = variance de dominance, c'est-à-dire due aux effets de dominance d'un allèle sur l'autre lorsque l'individu est hétérozygote pour un locus génétique (qui introduisent une déviation par rapport à l'effet moyen d'un allèle, appelée résidu de dominance),
- Vi = variance d'épistasie, c'est-à-dire due aux effets des interactions entre loci génétiques (notion d'épistasie physiologique, à ne pas confondre avec le modèle statistique, l'épistasie statistique[4]).

L'héritabilité au sens étroit est par définition la part de variance du phénotype attribuable à la variance génétique additive, soit :
{\displaystyle h^{2}=V_{a}/V_{p}}
L'estimation de la réponse à la sélection via l'équation du sélectionneur repose sur plusieurs hypothèses, dont celle que l'estimation faite de h2 est correcte, qu'il n'y a pas d'effets d'épistasie et que la distribution des facteurs environnementaux auxquels sera exposée la population des descendants est la même que celle à laquelle la population des géniteurs a été exposée, et plus fondamentalement sur l'hypothèse que la distribution des génotypes et la distribution des facteurs environnementaux suivent une loi normale. La violation de chacune de ces hypothèses peut entraîner un biais dans un sens ou dans l'autre, les biais induits pouvant ensuite se compenser ou se cumuler selon les cas.

## Méthodes d'estimation de l'héritabilité
Le calcul de H² (ou de h²) est simple en théorie, mais en pratique la valeur de Vg (ou de Va) n'est pas connue directement, et doit donc être estimée.
Il existe diverses méthodes pour ce faire, toujours basées sur une mesure de l'association entre le degré de proximité génétique des individus et le degré de proximité de leur valeur du trait. Chaque méthode repose sur des hypothèses spécifiques qui peuvent être plus ou moins valides selon le trait considéré ou selon la population considérée, et le choix de méthode dépend du type de données dont on dispose.
En particulier, on peut réaliser sur des populations d'animaux domestiques ou de plantes cultivées des expériences contrôlées qui permettent d'estimer Vg ou Va avec un risque de biais réduit, car on peut dans ce cas évacuer toute covariance entre génotypes et environnements. En revanche, dans une population naturelle pour laquelle on ne dispose que d'études observationnelles (ce qui est typiquement le cas pour les calculs d'héritabilité de traits humains), le risque existe qu'une part de covariance entre génotype et environnement soit incorporée par erreur à l'estimation de l'héritabilité, c'est-à-dire que des effets statistiques de variations du génotype soient pris pour des effets causaux alors qu'ils sont causés par des variations d'environnement qui se trouvent corrélées avec elles,.
Toutes les méthodes d'estimation reposent sur une première hypothèse de base selon laquelle la détermination de la valeur du phénotype est correctement modélisée par une fonction P décomposable en la somme de trois fonctions G + E + I, avec G modélisant les effets des gènes, E modélisant ceux de l'environnement et I modélisant ceux de l'interaction entre gènes et environnements. Dans la plupart des cas, une seconde hypothèse est posée pour simplifier : celle que la contribution de l'interaction entre gènes et environnements est négligeable, c'est-à-dire qu'on suppose que les effets d'une différence génétique sont identiques quel que soit l'environnement, et qu'inversement les effets d'une différence d'environnement sont identiques quel que soit le génotype, ou tout au moins que la part de variance induite en moyenne par cette interaction est négligeable.
L'estimation est toujours obtenue avec une certaine imprécision : une estimation d'héritabilité est en principe assortie d'un intervalle de confiance (dont le calcul dépend lui-même de certaines hypothèses). Cette imprécision, variable selon la méthode employée, est d'autant plus grande que l'échantillon de population utilisé pour l'estimation est petit et que le nombre de paramètres inclus dans le modèle servant à l'estimation est grand.
Quand une méthode unique est utilisée mais inclut la construction de plusieurs modèles différents pour estimer l'héritabilité, un algorithme de choix du modèle est appliqué qui recherche celui qui présente le meilleur compromis entre exactitude (le modèle colle bien aux données) et parcimonie (le modèle utilise peu de variables), ou qui sous certaines hypothèses est celui qui a la plus grande probabilité estimée d'être correct.

### Méthodes simples utilisant des régressions ou corrélations entre apparentés
Toutes les méthodes d'estimation basées sur des études d'apparentés et ne recourant pas à des données génomiques reposent sur l'hypothèse que les liens parents/enfants présumés génétiques le sont effectivement, que les jumeaux présumés monozygotes le sont effectivement et que ceux présumés dizygotes le sont également.

#### Régression géniteurs-rejetons
Dans le cas où on dispose des valeurs du trait chez les individus d'une population et chez leurs géniteurs, une méthode simple d'estimation de l'héritabilité étroite dont les bases ont été posées par Francis Galton utilise le calcul de la régression linéaire des valeurs des individus sur celles de leurs géniteurs (la moyenne de la valeur de la génitrice et de celle du géniteur dans le cas de l'espèce humaine). Sous l'hypothèse que l’environnement commun des géniteurs et de leur progéniture n’influence pas le trait, que le trait n'est affecté ni par des interactions génotype x environnement, ni par des effets d'épistasie, et qu'il n'y a aucune homogamie génotypique (c'est-à-dire que les appariements entre géniteurs sont indépendants de leur proximité génétique), h2 est correctement estimée par la pente de la droite de régression.
Dans le cas des traits humains en particulier, les hypothèses sous-jacentes au calcul sont généralement violées, notamment du fait de l'existence de facteurs environnementaux partagés par les géniteurs et leur progéniture ayant une influence sur le trait, mais aussi de celle de certains types d'effets d'épistasie, ce qui aboutit à surestimer l'héritabilité,.

#### Corrélations entre individus apparentés génétiquement
Dans le cas où on dispose des valeurs du trait au sein d'un certain nombre de groupes d'individus ayant un ou plusieurs ascendants génétiques en commun, une méthode simple d'estimation de l'héritabilité (dont la première version a été conçue par Karl Pearson, et qui a ensuite été généralisée par Ronald Fisher) est basée sur le calcul des corrélations entre individus. Sous l'hypothèse que le trait n'est affecté ni par des interactions génotype x environnement, ni par des effets d'épistasie, qu'il n'y a aucune homogamie génotypique et que les environnements sont indépendants des génotypes (les facteurs environnementaux auxquels sont soumis les individus ne varient pas selon leur génotype), on peut estimer H2 en fonction de la corrélation trouvée entre individus apparentés à un degré donné et de deux coefficients de similarité génétique entre individus apparentés à ce degré. L'un de ces coefficients (a) concerne la variance génétique additive (Va) et l'autre (d) concerne la variance génétique de dominance (Vd). On a par exemple a = 1 et d = 1 entre jumeaux monozygotes, a = 1/2 et d = 0 entre parent et enfant, a = 1/2 et d = 1/4 entre deux frères ou deux sœurs, a = 1/4 et d = 0 entre grand-parent et enfant, ou encore a = 1/8 et d = 0 entre cousins germains.
Dans le cas des traits humains, aucune des hypothèses sous-jacentes au calcul n’est valide.

#### Études d'adoption
Une autre méthode simple d'estimation de l'héritabilité est basée sur l'utilisation de cohortes d'enfants adoptés. Le protocole d'étude est basé soit sur l'examen des corrélations entre enfants de mêmes géniteurs mais élevés séparément ou entre enfants de géniteurs différents mais élevés ensemble, soit sur la comparaison des corrélations entre les enfants et leurs parents selon que ceux-ci sont leurs géniteurs ou non. Le principe général consiste à attribuer aux effets environnementaux (donc à 1-H2) la ressemblance entre les parents adoptifs et leurs enfants, de même que celle entre les enfants de géniteurs différents élevés ensemble, et d'attribuer au contraire aux effets génétiques (donc à H2) la ressemblance entre les enfants adoptés et leurs géniteurs, de même que celle entre les enfants de mêmes géniteurs élevés séparément.
Les estimations basées sur ces protocoles d'étude souffrent des mêmes types de biais que les méthodes simples basées sur l'étude des corrélations entre individus apparentés génétiquement, avec trois biais spécifiques. Le premier est que les adoptions n'ont lieu qu'après un certain temps au cours duquel le développement des enfants est affecté par des effets de leur environnement (y compris in utero). Par conséquent, par exemple, une part (inconnue) de la ressemblance entre deux enfants séparés issus des mêmes géniteurs peut en réalité être due à des effets de l'environnement qu'ils ont partagé pendant un certain temps. Le deuxième est que les parents dont les enfants sont confiés à l'adoption, les enfants adoptés et les parents adoptifs ne sont pas nécessairement représentatifs des enfants et parents de la population considérée. Le troisième est que les adoptions ne sont pas faites de manière aléatoire : on observe en moyenne une plus grande ressemblance entre parents adoptifs et géniteurs que si les premiers avaient été attribués au hasard.

#### Études de jumeaux monozygotes vs dizygotes
La méthode qui a historiquement été jugée la plus fiable pour estimer l'héritabilité de traits humains, car elle est présumée évacuer le problème des corrélations entre génotypes et environnements, est celle basée sur la comparaison entre paires de jumeaux monozygotes et paires de jumeaux dizygotes de même sexe. Proposée par le généticien écossais Douglas Falconer, cette méthode repose sur une décomposition de la part de variance environnementale en deux composantes : la part due aux effets de l'environnement partagé par les jumeaux entre eux, notée C, et celle due aux effets de l'environnement non partagé entre eux, notée E.
Sous les hypothèses suivantes :
- hyp. 1, 2, 3 : le trait n'est affecté ni par des interactions génotype x environnement, ni par des effets de dominance, ni par des effets d'épistasie,
- hyp. 4 : il n'y a aucune homogamie génotypique (la proximité génétique entre monozygotes est donc en moyenne presque exactement le double de celle entre dizygotes),
- hyp. 5 : la valeur de C est la même chez les monozygotes et chez les dizygotes,
- hyp. 6 : la variance totale du phénotype est la même chez les monozygotes et chez les dizygotes[16],

soit A la part de variance génétique additive et soient rMZ la corrélation des valeurs du trait entre monozygotes et rDZ celle entre dizygotes, on a :
{\displaystyle r_{MZ}=A+C\quad et\quad r_{DZ}={\frac {1}{2}}A+C}
d'où l'estimation suivante de l'héritabilité (« formule de Falconer ») :
{\displaystyle H^{2}(ACE)=A=2(r_{MZ}-r_{DZ})}
La violation de plusieurs des hypothèses ci-dessus induit une surestimation de l'héritabilité, notamment si les effets environnementaux sont plus semblables au sein d'une paire de monozygotes qu'au sein d'une paire de dizygotes, ce qui peut être le cas par exemple du fait que seuls les premiers peuvent partager le même chorion, du fait que les parents et l'entourage tendent à davantage traiter les premiers que les seconds de la même façon, ou encore du fait que les monozygotes partagent une plus grande intimité, s'identifient davantage l'un à l'autre et font davantage de choses ensemble,,,,. L'héritabilité tend également être surestimée avec cette méthode du fait d'un biais d'échantillonnage, lorsque les jumeaux sont recrutés exprès pour l'étude (plutôt que pris dans un registre préexistant), les monozygotes particulièrement ressemblants voire cultivant leurs ressemblances tendant à se porter davantage volontaires pour ce type d'études. L'héritabilité peut aussi être surestimée du fait d'un biais de mesure, quand la mesure du trait est subjective et non aveugle à celle du trait chez l'autre membre de la paire (par exemple basée sur une auto-déclaration ou sur un diagnostic posé par un médecin qui connaît les deux membres de la paire de jumeaux). En outre, en l'absence de test génétique les erreurs de diagnostic sur la nature mono- ou dizygote tendent a priori à biaiser les estimations d'héritabilité vers le haut également, car ce sont les monozygotes peu ressemblants qui risquent d'être pris à tort pour des dizygotes et inversement les dizygotes les plus ressemblants qu'on risque de croire monozygotes.
Une autre hypothèse qui sous-tend la formule de corrélation des jumeaux monozygotes et dizygotes - et qui conditionne donc la validité d’une estimation d’héritabilité par comparaison de jumeaux - est que les premiers sont identiques sur 100 % de leur génome alors que les seconds n’en partagent en moyenne que 50 %.
Cette hypothèse est mise à mal par le nombre important de mutations de novo susceptibles de se produire, soit initialement sur les gamètes, soit plus tard au cours du développement embryonnaire. Ces mutations de novo peuvent par exemple toucher des gènes dont la fonction est importante dans le neuro-développement et être ainsi à l’origine de maladies telles que l’autisme ou la schizophrénie,. Des études montrent par ailleurs que ces mutations se produisent très majoritairement sur les gamètes (97,1%) et le plus souvent sur les gamètes paternels,. Le jumeau monozygote d’un autiste dont la pathologie est due à une mutation de novo a donc une très grande probabilité d‘avoir la même mutation gamétique et d’être atteint, contrairement à un jumeau dizygote pour laquelle cette probabilité est quasi nulle. On s’étonne dans ces conditions de voir nombre d’études souligner le rôle d’une mutation de novo chez 20% des patients autistes … tout en continuant d’accorder du crédit à une héritabilité de l’autisme estimée à partir de taux de concordance de jumeaux monozygotes et dizygotes.

### Modélisation par équations structurelles utilisant des données d'apparentés
Des méthodes d'estimation plus complexes basées sur les études d'apparentés ont été élaborées, utilisant ce qu'on appelle la modélisation par équations structurelles. Elles consistent à construire un modèle mathématique prenant en compte les données issues d'apparentés de différents degrés de parenté, en faisant varier les paramètres du modèle jusqu'à obtenir celui qui prédit le mieux les covariances observées. Elles permettent en particulier d'inclure une modélisation des effets statistiques d'interaction entre génotypes et environnements, de celle des effets du sexe, ainsi que des ajustements liés à divers autres facteurs de confusion ou facteurs modifiant l'effet statistique des génotypes (par exemple un ajustement par un degré d'homogamie estimé).

### Modèles linéaires mixtes des effets de SNP
Grâce à l'arrivée de technologies rapides et peu coûteuses de séquençage de l'ADN, des méthodes d'estimation de l'héritabilité ont été développées depuis les années 2000 qui sont basées sur les données génomiques de gros échantillons d'individus. Le principe général de la méthode qui a pour l'instant été la plus utilisée consiste à bâtir un modèle mathématique de l'effet statistique du génotype comme étant la combinaison des effets statistiques d'un sous-ensemble plus ou moins grand des polymorphismes mono-nucléotidiques (SNP).
L'application de cette méthode à divers traits humains a produit des estimations d'héritabilité (dite héritabilité génomique) nettement plus basses que celles habituellement données par les études d'apparentés et de jumeaux. Cet écart a donné lieu à la naissance en 2008 de l'expression « héritabilité manquante ». Diverses explications (non exclusives) de cet écart ont été suggérées,,,,,, dont :
- la surestimation de l'héritabilité par les méthodes classiques d'études d'apparentés et de jumeaux, du fait de la non validité de certaines des hypothèses sur lesquelles elles sont basées ou de problèmes liés à la mise en œuvre concrète de ces méthodes (ex : biais d'échantillonnage),
- la sous-estimation de l'héritabilité génomique, du fait du manque de puissance statistique des études pour détecter tous les variants génétiques causaux putatifs, de la non prise en compte dans le modèle de variants rares ayant potentiellement de gros effets, de la non prise en compte dans le modèle d'autres types de polymorphismes génétiques que les SNP, de la non prise en compte des marqueurs épigénétiques (effet avéré d'empreinte parentale, effet éventuel de la transmission de certaines modifications de l'épigénome), de l'existence d'effets génétiques non additifs, ou encore d'erreurs de mesure ou d'une hétérogénéité de la mesure d'autant plus importantes que de gros échantillons sont utilisés.

Avec d'une part l'utilisation d'échantillons de plus en plus gros, et d'autre part l'inclusion dans les modèles de plus de SNP que ceux trouvés significativement associés au trait (voire de tous les SNP disponibles), la première cause de sous-estimation de l'héritabilité génomique a été pour l'essentiel évacuée au début des années 2010. Cependant, la méthode étant fondée sur la construction d'un modèle mathématique ad hoc, adapté aux données de l'échantillon de population considéré et utilisant désormais fréquemment des milliers, voire des dizaines ou centaines de milliers de variables, elle est soumise au risque d'overfitting, c'est-à-dire de sur-ajustement du modèle aux données. En cas d'overfitting, le modèle explique une grande part de variance dans l'échantillon utilisé pour le calibrer (et produit donc une héritabilité génomique élevée), mais seulement parce qu'il a incorporé un bruit aléatoire présent dans les données de l’échantillon de calibrage (une partie de cette héritabilité estimée est donc fictive). Pour limiter l'overfitting, il est recommandé d'opérer des validations croisées du modèle sur d'autres échantillons. La mise en œuvre de ces validations croisées dans les études humaines reste insuffisante et de fait, la part de variance expliquée par ces modèles (i.e. l'héritabilité génomique calculée) chute souvent drastiquement lorsqu'ils sont appliqués à un autre échantillon que celui sur lequel le modèle a été bâti.

### Méthode de la relatedness disequilibrium regression
La méthode RDR est une méthode récente également basée sur des données génomiques, visant à compenser certains défauts des méthodes basées sur une modélisation des effets statistiques des SNP. Elle estime l'héritabilité en examinant la façon dont la similarité phénotypique entre individus varie en fonction de leur proximité génétique, mesurée par la fraction du génome partagée par deux individus car héritée d'un ancêtre commun. Mise en œuvre pour la première fois en 2018 sur un échantillon de près de 55 000 Islandais, elle a abouti à des estimations d'héritabilité nettement plus faibles que celles produites par les méthodes existantes. Par exemple, l'héritabilité du niveau d'études a été estimée dans cet échantillon à 17 %, contre respectivement 52 %, 29 % et 40 % avec trois autres méthodes et 43 % avec l'étude de jumeaux de référence. Celle de la stature a été estimée à 55 %, contre respectivement 78 %, 55 % et 68 %, et 81 % avec l'étude de jumeaux de référence.

## Incompréhensions et mésusages de l'héritabilité
Cette notion est souvent mal comprise ou mal utilisée,.

### Héritabilité vs «part génétique» ou «innée» du trait
L'héritabilité ne mesure pas la « part d'inné » ou « part génétique » du trait lui-même, que ce soit chez un individu en particulier ou en moyenne chez les individus de la population considérée, car elle ne concerne que la variance du trait. Cette part ne peut pas être définie ni calculée, car tout trait résulte d'une interaction entre gènes et environnement au sein de laquelle il est impossible de quantifier les apports respectifs de l'un et l'autre, de même qu'on ne saurait dire quelle part de l'aire d'un rectangle est due à sa longueur et quelle part à sa largeur, ou encore quelle proportion de l’eau présente dans un seau est due à chaque personne, dans une situation où l'une oriente un tuyau d’arrosage plus ou moins vers le seau et l'autre ouvre plus ou moins le robinet alimentant le tuyau. On ne saurait pas plus définir ces parts moyennes dans une population de rectangles ou une population de seaux.

### Héritabilitévshérédité
L'héritabilité d'un trait ne doit pas être confondue avec son caractère héréditaire. De même qu'elle ne mesure pas la « part d'inné » du trait lui-même, elle ne mesure pas sa part qui chez les individus, est héritée de leurs géniteurs (cette part étant indéfinissable). Elle n'est pas non plus une « probabilité de transmission » des géniteurs à leur progéniture, que ce soit de transmission du trait, de transmission d'une certaine valeur du trait ou de transmission d'une valeur comprise dans un certain intervalle. L'héritabilité n'est pas non plus la mesure du degré de ressemblance entre les individus et leurs géniteurs (cette ressemblance peut être due à d'autres causes que leur proximité génétique, or l'héritabilité n'adresse que la part de variance due aux variations de génotypes).
Un exemple classique illustrant le fait que l'héritabilité d'un trait ne traduit ni l'importance des gènes dans la détermination du trait lui-même, ni son caractère héréditaire est celui du nombre de doigts. Soumis à un très fort déterminisme génétique, ce nombre est une caractéristique clairement héritée dans notre espèce. Pourtant, l'héritabilité de ce trait dans une population humaine est typiquement proche de 0. En effet, la variance du phénotype (Vp) est causée pour l'essentiel par des facteurs environnementaux (par exemple l'exposition in utero à un produit tératogène), alors que la fréquence des particularités génétiques susceptibles de le faire varier, et par suite la variance causée par celles-ci (Vg), est très faible. Par conséquent, Vg/Vp est proche de 0.

### Héritabilitévsmalléabilité
L'héritabilité d'un trait ne permet pas de savoir dans quelle mesure il pourrait être modifié par un changement d'environnement. En particulier, une héritabilité supérieure à 50 % ne signifie pas qu'aucune action sur des facteurs environnementaux ne pourra jamais compenser l'effet des différences génétiques ou celui des gènes. Un trait pourrait même avoir une héritabilité de 100 % dans une population et rester pourtant sujet à une large modification. Par exemple, l'héritabilité de la stature a typiquement été estimée par les études de jumeaux et d'apparentés à environ 80 % (50 % à 90 % selon les études). Pourtant, la stature moyenne des Français est passée de 1,66 m en 1900 à 1,75 m en 1991. Malgré sa forte héritabilité estimée, la stature a donc augmenté en moyenne de 9 cm, c'est-à-dire de 150 % de la valeur de son écart-type initial, et la part de la population mesurant au moins 1,75 m est passée d'environ 7 % à environ 50 %.
Un exemple célèbre d'usage erroné de l'héritabilité basé sur la confusion entre héritabilité et malléabilité est celui fait par Arthur Jensen dans un fameux article publié en 1969 dans la Harvard Educational Review, intitulé « How much can we boost IQ and scholastic achievement? », mobilisant des estimations élevées de l'héritabilité du QI pour remettre en cause la pertinence des programmes d'éducation compensatoires destinés à aider les enfants issus de milieux socio-économiques défavorisés. Outre les critiques ayant porté sur la validité de ces estimations, il a été souligné que le problème de fond de l'argument de Jensen était qu'il établissait une équivalence entre haute héritabilité d'un trait et faible possibilité de le modifier (autrement que par une modification du pool génétique). En fait, l'héritabilité du QI n'apporte aucune réponse à la question posée par cet article.

### Pas de valeur absolue de l'héritabilité d'un trait
Il est toujours incorrect de donner l'héritabilité d'un trait dans l'absolu, sur le mode « tel trait de cette espèce a un héritabilité de X % ». En effet, l'héritabilité d'un trait dépend par construction à la fois de la distribution des génotypes présente dans la population considérée et de la distribution des environnements auxquels les individus qui la constituent ont été exposés. Une héritabilité est donc toujours estimée pour une population donnée, et ne peut pas être extrapolée à une autre. Elle peut donc aussi varier selon l'âge auquel le trait est mesuré, car entre deux moments différents de sa vie, un individu a été exposé à de nouveaux facteurs environnementaux.
Par ailleurs, la notion d'héritabilité « moyenne » d'un trait n'a pas grand sens car il est impossible de dire quel poids relatif devrait être donné à chacune des estimations disponibles pour telle ou telle population.

### Héritabilité d'un traitvsexistence de «gènes de» ce trait
L'héritabilité d'un trait ne traduit pas nécessairement l'existence de « gènes de » ce trait, car même dans l'hypothèse où une héritabilité estimée traduit bien l'effet causal de facteurs génétiques, cet effet peut passer par l'intermédiaire de variables environnementales, et les mêmes facteurs génétiques pourraient n'avoir aucune influence sur le trait dans d'autres conditions environnementales. Pour illustrer ce point, le chercheur en génétique comportementale Eric Turkheimer prend l'exemple du divorce : son héritabilité a été estimée à 40 % dans une étude, mais personne ne s’attend pour autant à ce qu’on trouve des « gènes du divorce » associés à des « voies développementales du divorce » conduisant à des « circuits cérébraux du divorce ». Si le divorce est dans une certaine mesure « héritable » (au sens d'une héritabilité différente de 0), la variabilité génétique produit une variabilité du statut marital par des chemins détournés et divers dont on n'a aucune idée.

### Héritabilité d'une maladievsson caractère «génétique»
Dans le domaine médical, une haute héritabilité ne signifie pas nécessairement que le déterminisme de la maladie est « essentiellement génétique », car les calculs d'héritabilité portent souvent sur un trait réel ou fictif correspondant à une susceptibilité à la maladie, plutôt que sur la maladie elle-même. Ainsi, par exemple, l'héritabilité de la réponse positive à un test de dépistage de la tuberculose dans une population exposée a été estimée à 71 % sur la base d'un échantillon de 216 paires de jumeaux (réponse à 65-kDa HSPn, calcul utilisant la décomposition ACE de Falconer, C = 0 dans le modèle choisi car jugé le plus parcimonieux). Si ce résultat indique un rôle important du génotype dans la différence de réponse à l'exposition à Mycobacterium tuberculosis, il n'en reste pas moins que la tuberculose est une maladie infectieuse, et en aucun cas une « maladie génétique ».

### Héritabilités intra-groupes vs part génétique de différences inter-groupes
Un usage erroné de l'héritabilité consiste à dire que si l'héritabilité d'un trait a été évaluée à X1% dans une population P1 et X2% dans une population P2, alors la différence entre la valeur moyenne du trait dans P1 et celle dans P2 est due à leurs différences génétiques à hauteur d'au moins X % = min(X1, X2) %. Ce sophisme est notamment utilisé pour affirmer que des différences observées entre groupes ethniques (ou entre groupes de sexe) sont d'origine génétique. En réalité, quelles que soient les valeurs de X1 et X2, la part de cette différence attribuable aux différences génétiques entre P1 et P2 peut avoir n'importe quelle valeur entre 0 % et 100 %.
L'article d'Arthur Jensen publié en 1969 dans la Harvard Educational Review est également un exemple célèbre de cet usage erroné. En mobilisant notamment une estimation haute de l'héritabilité de l'« intelligence » (selon lui environ 80 %), il arguait que les différences de QI observées aux États-Unis entre classes socio-économiques ainsi que celles observées entre « races » étaient au moins en partie causées par des différences génétiques entre ces groupes. Jensen a reconnu que cet argument était incorrect, mais à ses yeux, cette haute héritabilité estimée augmentait la probabilité que les différences génétiques jouent un rôle substantiel dans les différences inter-groupes. De nombreux auteurs ont souligné que ce raisonnement probabiliste était également incorrect.

## Débats scientifiques non clos relatifs aux estimations d'héritabilités de traits humains
L'application du concept d'héritabilité à des traits humains a fait l'objet de critiques récurrentes, par des généticiens spécialistes de la génétique quantitative tels que Lancelot Hogben dès les années 1930, et plus tard Richard Lewontin, Marcus Feldman, Oscar Kempthorne, Albert Jacquard, ou encore Pierre Darlu, par des spécialistes des domaines dont l'étude de ces traits relèvent, qu'il s'agisse de la psychologie ou de la psychiatrie,,, de la démographie, des sciences sociales,, de la neurobiologie ou encore de la génétique médicale,,, ainsi que par des philosophes des sciences. Cette application s'avère en effet délicate, notamment en raison de l'existence de corrélations entre génotypes et environnements qui ne sont pas contrôlables pour des raisons éthiques et qui sont difficiles voire impossibles à prendre en compte correctement dans les calculs.
La validité des estimations d'héritabilité de traits humains est un sujet très sensible du fait de certaines implications idéologiques, sociétales ou politiques. En particulier, de hauts niveaux d'héritabilité estimés tendent à conforter une vision naturaliste des inégalités socio-économiques, à produire des effets de prophétie auto-réalisatrice (par la canalisation ou l'auto-limitation de la trajectoire de développement d'une personne sur la base de la connaissance des valeurs phénotypiques de ses parents), à encourager des projets eugénistes, et en matière médicale à orienter les ressources vers la recherche de causalités génétiques au détriment de celle de stratégies de prévention ou thérapeutiques jouant sur des facteurs non génétiques. Au-delà des critiques concernant leur validité, l'intérêt même de produire de telles estimations est questionné.

### Débats transversaux

#### Sur les biais dans les études de jumeaux
La méthode d'estimation qui a historiquement été la plus utilisée pour les traits humains, à savoir celle comparant des jumeaux monozygotes à des dizygotes, est notamment basée sur l'hypothèse que les environnements dont font l'expérience deux monozygotes ne sont pas plus semblables que ceux dont font l'expérience deux dizygotes, or cette hypothèse est jugée douteuse, et sa violation conduit à surestimer l'héritabilité,,. Des auteurs importants d'études de jumeaux, notamment Thomas Bouchard, Michael Lyons et Kenneth Kendler, ainsi que Joseph Biederman et Stephen Faraone, ont argué que c'était aux critiques d'apporter au cas par cas la preuve des effets concrets de cette violation de l'hypothèse sur leurs estimations d'héritabilité, et qu'en l'absence de telle preuve il était valide de considérer que ces effets étaient inexistants, ce qui constitue aux yeux de Jay Joseph un double sophisme (inversion de la charge de la preuve et appel à l'ignorance) similaire à ceux qu'utilisent les défenseurs des pseudo-sciences.
D'autres problèmes ont été soulignés dans l'usage de cette méthode, notamment de fréquents biais d'échantillonnage, induisant aussi une surestimation de l'héritabilité. Des études minimisant ce risque de biais ont été menées, et les estimations d'héritabilité qui en sont issues sont typiquement inférieures à celles des études précédentes, en particulier lorsqu'elles portent sur des traits comportementaux. Par exemple, un chercheur ayant lui-même réalisé ce type d'études appliquées à l'orientation sexuelle, Michael Bailey, a relevé la diminution drastique du taux de concordance au sein des paires de jumeaux monozygotes : les concordances médianes pour le trait « non-hétérosexualité » étaient de 0,52 chez les monozygotes et 0,17 chez les dizygotes dans les études basées sur des échantillons de convenance, versus respectivement 0,24 et 0,15 dans les études utilisant les données de registres ou faites sur la base d'un échantillonnage aléatoire (soit une héritabilité estimée médiane de l'orientation sexuelle égale à 32 % dans ces dernières).

#### Sur les biais dans les études d'héritabilité génomique
Les méthodes basées sur l'utilisation de modèles linéaires mixtes appliqués à des données génomiques, développées depuis les années 2000 notamment par Peter Visscher, ont été progressivement affinées, en particulier pour tenter de prendre en compte le problème de stratification des populations rappelé en 2000 par Hamer et Sirota, s'inspirant de l'exemple des baguettes de Lander et Schork 1994 : dans une population mélangeant plusieurs groupes ethniques, par exemple, tout trait davantage présent dans un groupe sera mécaniquement trouvé associé positivement à tout variant génétique plus fréquent dans ce groupe, de sorte que si on mesurait par exemple la capacité à manger avec des baguettes dans la population de San Francisco, on trouverait une association notable avec certains variants génétiques et par suite une héritabilité substantielle. Ce problème biaise vers le haut les estimations d'héritabilité basées sur des données génomiques,,,, et l'efficacité de la méthode statistique communément mise en œuvre pour corriger ce biais (analyse en composantes principales puis ajustement des données aux n premières composantes) est controversée,.
D’autant que la notion de groupes ethniques homogènes - que soit d’un point de vue génétique ou environnemental - n’a pas de sens pour l’espèce humaine.
L’engouement suscité, en raison de leur facilité de mise en œuvre, par les études génomiques en population a terriblement appauvri l’information utilisée dans l’étude les maladies à étiologie complexe. Au lieu de chercher à identifier les facteurs responsables d’une maladie et à comprendre les interactions complexes et hétérogènes entre ces facteurs, beaucoup de généticiens s’entêtent à courir après une héritabilité non mesurable en contrastant le génome de personnes atteintes et non atteintes. Or une telle approche ne permet pas d'extraire les facteurs génétiques responsables de la maladie indépendamment des facteurs environnementaux. Il est en effet impossible d'apparier sur leur environnement des individus atteints et non atteints. S'il existe une corrélation entre les facteurs génétiques et environnementaux, une différence dans les facteurs environnementaux peut tout aussi bien expliquer des différences d'ADN entre les deux groupes. Pour distinguer les effets respectifs des facteurs génétiques et de ceux de l’environnement, il faut recourir à une approche « family based » comme la méthode RDR. Reste que, de toute façon, il y a loin de la détection de facteurs génétiques impliqués à la modélisation de leurs effets respectifs dans différents processus pathogéniques.

#### Sur la nature partiellement génétique de l'environnement
Certains chercheurs défendent l'idée qu'une partie de la covariance génotypes-environnements qui se retrouve prise en compte dans certaines estimations d'héritabilité de traits humains correspond certes à un effet de différences environnementales, mais qu'elles sont elles-mêmes un effet de différences génétiques. L'idée, notamment développée par Robert Plomin, est que du fait de différences de génotypes entraînant des différences cognitives et comportementales, les parents génèrent des environnements familiaux « cohérents avec leurs propres génotypes, ce qui facilite le développement du trait chez leur progéniture ». Dans les études de jumeaux utilisant la décomposition ACE (voir plus haut), une partie de cet « effet indirect des gènes » se retrouverait ainsi incluse dans la composante C (environnement partagé), et ce de manière particulièrement notable pour les traits cognitifs.
De manière plus générale, Robert Plomin et John Loehlin, deux importants contributeurs à la production d'études de jumeaux et d'adoptions dans le domaine de la génétique comportementale, ont décrit en 1977 trois types théoriques de corrélations génotypes-environnements faisant qu'une partie de la variance causée par des différences d'environnement devrait être ultimement attribuée à des différences génétiques :
1. les corrélations « passives », se produisant quand du fait de leurs dispositions présumées en partie « héritables », les parents créent un environnement favorisant le développement du trait (par exemple, les parents « génétiquement doués » en matière de capacités verbales peuvent fournir à leurs rejetons non seulement leurs bons allèles, mais aussi un environnement favorisant chez eux le plein développement de capacités verbales) ;
2. les corrélations « réactives », se produisant quand le comportement présumé en partie « héritable » de l'individu provoque une certaine réponse environnementale favorisant le développement du trait (par exemple, les enseignants peuvent détecter les enfants doués et leur fournir spontanément un environnement enrichi qui va « maximiser leur talent », ou bien l'entourage d'un enfant « génétiquement » très sociable peut se comporter avec plus de chaleur avec lui) ;
3. les corrélations « actives », se produisant quand les « dispositions génétiques » de l'individu lui font rechercher activement un environnement qui va contribuer à développer celles-ci (par exemple, un enfant génétiquement brillant peut rechercher ou provoquer des interactions qui vont stimuler le développement de ses capacités cognitives)[65].

Pour d'autres chercheurs, une telle vision est trompeuse dans la mesure où elle ne représente pas correctement l'influence propre de l'environnement : en suivant ce type de raisonnement, tout phénomène ayant été affecté par un être vivant pourrait être dit « génétique » de manière plus ou moins indirecte, ce qui pourrait être considéré comme vrai d'un certain point de vue mais serait tellement trivial et vague que cela n'aurait plus aucune valeur explicative. Ils considèrent qu'on devrait s'en tenir au concept d'héritabilité tel que défini par le neurogénéticien Michael Meaney, à savoir comme la grandeur représentant l'influence propre des variations de génotypes sur la variation d'un trait en l'absence de contribution d'interactions ou de covariances génotypes x environnements.

#### Sur la pertinence du modèle polygénique additif
Certaines critiques des calculs d'héritabilité portent sur la validité du « modèle infinitésimal » de Ronald Fisher qui leur est sous-jacent, aussi bien en génétique humaine qu'en agronomie ou en biologie de l'évolution. Selon ce modèle, l'effet des génotypes sur la variance d'un trait résulte d'un très grand nombre de locus génétiques dont les effets individuels sont très petits et s'additionnent (on parle aussi de modèle polygénique additif). Plusieurs des hypothèses sur lesquelles repose ce modèle, notamment l'absence d'effets d'interactions entre génotypes et environnements et celle d'effets d'interactions entre locus génétiques, sont clairement démenties par les constats de la biologie, ce qui a amené à.parler de crise du modèle appelant un changement de paradigme. Les défenseurs de l'usage du modèle de Fisher ne contestent pas ces constats, mais arguent que malgré la violation avérée de ces hypothèses, le modèle produit des approximations correctes et donc utiles en pratique, même si on ne comprend pas encore bien pourquoi il « marche » aussi bien.
En fait ça marche pour faire de la sélection pour un trait quantitatif dans un environnement contrôlé, en aucun cas pour faire de la prédiction de risque à l’échelle individuelle pour l’espèce humaine,.
C’est pour expliquer des récurrences familiales de maladies non compatibles avec une transmission monogénique que Carter et Falconer ont proposé un modèle fondé sur une variable quantitative, « the disease’s liability », suivant le modèle de Fisher, avec un seuil délimitant malades et non malades. Notons que Falconer lui-même a vite souligné la faiblesse de ce modèle sur des maladies pour lesquelles les récurrences familiales ne seraient pas les mêmes pour tous les malades, avec l’exemple du diabète.
Le concept « common disease – common variant » et la possibilité de détecter l’effet de variants fréquents par étude d’association ont relancé l’utilisation du modèle de Fisher pour des maladies fréquentes et multifactorielles et légitimé ce modèle comme base de calcul des scores de risque polygéniques. On connait pourtant l’hétérogénéité étiologique des maladies multifactorielles. Et comme souligné par J McClellan, MC King, des mutations rares ayant un effet important sont à la source de nombreuses maladies fréquentes (cancer du sein, autisme, schizophrénie). Dans ces conditions, attribuer la même correspondance génotype-phénotype à tous les malades quand existent des sous-groupes aux étiologies et récurrences familiales différentes (en particulier des sous-entités monogéniques) n’a pas de sens et invalide toute estimation d’héritabilité et de risque génétique de développer la maladie.

#### Sur la faiblesse des effets des facteurs environnementaux identifiés vs ceux des facteurs génétiques
L'un des arguments des défenseurs des estimations hautes d'héritabilité provenant des études de jumeaux est la petite taille de l'effet statistique combiné des facteurs non génétiques (dits environnementaux) ayant été identifiés pour tel ou tel trait.
La validité de cet argument est contestée en raison d'une asymétrie à la fois de principe et pratique existant entre facteurs génétiques et facteurs non génétiques (voir par exemple la note 5 de Sauce et Matzel 2018). En effet, les variants génétiques sont en nombre fini, et peuvent donc être explorés de manière exhaustive en théorie et quasi-exhaustive en pratique grâce aux outils de la génomique aujourd'hui disponibles, puis priorisés dans les modèles de décomposition de la variance, ce qui fait monter l'héritabilité. A contrario, les « variants » non-génétiques auxquels sont exposés les individus tout au long de leur développement et de leur vie sont en nombre infini, ne pouvant donc être explorés de manière systématique, et sont pour la plupart impossibles à connaître en pratique.
Par ailleurs, selon certains chercheurs, une source importante de variance des phénotypes pourrait résider dans le caractère stochastique des processus sous-jacents au développement des individus : durant les phases critiques du développement, des petites fluctuations dans le fonctionnement cellulaire causées soit par le caractère intrinsèquement aléatoire des mécanismes moléculaires, soit par des micro-différences dans l'environnement physico-chimique des cellules, pourraient être la source de divergences notables des trajectoires développementales et donc de différences de phénotypes.

### Débats relatifs à des objets ou champs d'étude spécifiques

#### Génétique comportementale
Concernant en particulier l'usage du concept d'héritabilité en génétique comportementale, selon Marcus Feldman et Richard Lewontin (1975), l'importance des interactions et corrélations génotypes-environnements, ainsi que l'impossibilité pratique de faire des expériences contrôlées comme on le fait dans la recherche animale, font qu'il est concrètement impossible de déterminer les parts de variance relatives dues aux différences de génotypes et celles dues aux environnements et l'estimation de l'héritabilité de ce type de traits « est invalide ». David Moore et David Shenk ont décrit cet usage comme étant « one of the most misleading in the history of science » et argué qu'il n'avait d'intérêt que dans de très rares cas. Le chercheur en génétique comportementale Eric Turkheimer a également critiqué la présentation des apports de ce champ de recherche faite par l'un de ses leaders, Robert Plomin.

#### Génétique médicale
Dans le domaine de la génétique médicale, des problèmes ont été soulignés dans l'estimation, l'utilisation et l'interprétation de l'héritabilité, et son utilité même est mise en question.
Pour Feldman et Lewontin (1975), examiner la contribution des génotypes aux différences dans une maladie peut se justifier dans la mesure où cela peut contribuer soit à améliorer sa prise en charge grâce à du conseil génétique, soit à la soigner, soit à l'éliminer carrément, or on voit mal l'utilité des estimations d'héritabilité à ces fins. En effet, si c'est une maladie dans laquelle ces différences jouent un rôle simple et notable (maladies mono-géniques), les analyses d'agrégation familiale suffisent pour mettre en évidence ce rôle, les estimations de part de variance n'apportant rien de plus. Si c'est une maladie dans laquelle ce sont de nombreux locus génétiques ayant chacun un petit effet qui sont impliqués, suivre la piste génétique n'est de toute façon d'aucune utilité ni pour chercher comment la soigner ou l'éliminer, ni pour décider quel traitement donner à une personne selon sa constitution génétique. Dans ce dernier cas, modéliser les effets des variations génotypiques aurait pour seul intérêt d'identifier les personnes ayant un risque accru de développer la maladie, mais ils jugent que ces modèles sont si incertains qu'il est sans doute plus pertinent de se baser sur les analyses de ségrégation classiques permettant d'identifier des groupes à risque (par exemple selon l'âge, la classe socio-économique, le groupe d'appartenance culturel, etc.).
Ces critiques et d'autres ont aussi été développées par des chercheurs en génétique médicale, dont certaines portant sur les calculs de scores de risque polygéniques, qui sont un produit dérivé des calculs d'héritabilité génomique,,,,,.
Des outils de calcul de risque incorporant ces scores de risque erronés commencent à être mis à disposition des cliniciens et d’entreprises proposant de la sélection embryonnaire. La validation de ces scores est faite uniquement sur les données en population, sans se soucier du fait qu’on a mélangé pour les établir des malades à étiologies différentes.

#### Applications en sciences sociales
Dans les années 2000, des calculs d'héritabilité ont commencé à être produits par certains chercheurs en sociologie, en criminologie, en sciences politiques et en économie, notamment aux États-Unis, et publiées dans des revues de ces domaines.
Le politologue Evan Charney, qui travaille sur les interactions entre sciences politiques et neurosciences, a en particulier critiqué les calculs d'héritabilité faits en sciences politiques.
Outre que les critiques adressées aux estimations d'héritabilité en génétique comportementale s'appliquent a fortiori à ces études, selon le sociologue des sciences Julien Larregue, du fait du manque de compétences en ce domaine des auteurs des études ainsi que des reviewers des revues concernées, ces publications contiennent des estimations d'héritabilité obtenues par des méthodes dépassées et des interprétations erronées du concept d'héritabilité.

## Héritabilité et eugénisme
Le concept d'héritabilité, ainsi que la mise au point des premières méthodes de son estimation et de concepts statistiques clés sous-jacents (régression, coefficient de corrélation de Pearson, variance), sont intimement liés à l'histoire de l'eugénisme britannique. Les premiers calculs d'héritabilité de traits humains ont été faits dans cette perspective et leurs développements récents ouvrent aux yeux de certains des perspectives de développement d'une nouvelle forme d'eugénisme. Les liens historiques entre l'eugénisme et l'élaboration du concept d'héritabilité aident à comprendre pourquoi il est utile lorsqu'on souhaite prédire ce que donnerait à environnement constant la modification du pool génétique d'une population, mais au contraire d'aucune utilité pour prédire les effets de modifications environnementales.

### Les travaux fondateurs de Francis Galton
La première contribution est celle de Francis Galton, fondateur de l'eugénique (science) et de l'eugénisme (programme politique). Cousin au second degré de Charles Darwin, qui vient alors de formuler la théorie de l'évolution par la sélection naturelle, Galton conçoit le projet de procéder à une sélection dirigée au sein de l'espèce humaine afin d'améliorer celle-ci. Dans Hereditary Genius (1869), Galton avance deux raisons pour lesquelles une telle intervention volontariste est selon lui justifiée. D'une part, face à la complexité de la vie moderne et au développement d'une haute civilisation telle que la civilisation britannique, il est nécessaire de disposer de « davantage de cerveaux et de vigueur mentale que notre race n'en possède en moyenne » (p. 345). D'autre part, outre que la « race » britannique a été détériorée au cours de son histoire notamment par l'incorporation de réfugiés politiques venus de France en 1789, qui avaient « en moyenne une faible vigueur mentale » (p. 360), « la race se détériore graduellement, devenant de moins en moins adaptée à un haut degré de civilisation à chaque nouvelle génération », car « les meilleurs hommes du pays » (qui tendent à venir habiter en ville) laissent moins de descendants que « les imprévoyants et ceux qui n'ont pas d'ambition » (p. 362).
Après avoir proposé une théorie biologique de l'hérédité (dont on ignore alors complètement le support biologique), il se consacre à partir des années 1880 à l'application de méthodes statistiques à l'étude de ce phénomène. Il crée en 1883 le terme eugénique (eugenics) pour désigner l'étude scientifique de ce qui permettra de « donner aux races ou lignées par le sang les plus adaptées une meilleure chance de l'emporter rapidement sur les moins adaptées ». L'eugénique positive vise à favoriser la reproduction de l'élite sociale, c'est-à-dire celle des individus les plus « capables », et l'eugénique négative vise à limiter celle de la frange inférieure de la population, vue comme inapte physiquement ou mentalement..
Galton publie en 1885 une synthèse de ses analyses des relations entre la stature des parents et celle de leurs enfants qui donne lieu à l'invention du concept statistique de régression. Traçant ce qu'on appelle aujourd'hui la droite de régression des statures des enfants sur celles de leurs parents, il calcule le « rate of regression in hereditary stature », utilisant ce terme car il a noté que quand les parents sont plus grands que la moyenne, leurs enfants tendent à être moins grands que leurs parents, phénomène qu'il qualifie de « régression vers la médiocrité ». Il énonce en 1897 une théorie statistique de l'hérédité devant permettre de prédire la stature (ou tout autre trait) d'un individu en combinant celles de ses parents, grands-parents, etc, un poids de moins en moins important étant donné à chacune au fur et à mesure qu'on remonte dans l'arbre généalogique.
Galton fonde en 1904 un laboratoire consacré à l'eugénique, le Eugenics Record Office, qui deviendra en 1907 le Galton Eugenics Laboratory du University College London (intégré en 1996 au département de biologie de cette université et devenu la MRC Human Biochemical Genetics Unit, il disparaitra en 2000). Il crée en 1909 The Eugenics Review, une revue consacrée à la génétique humaine qui existera jusqu'en 1968, éditée par le Galton Institute.

### Le développement des bases de l'étude des apparentés par Karl Pearson
La seconde contribution importante à l'élaboration théorique de l'héritabilité est celle de Karl Pearson, protégé de Galton et premier titulaire de la Galton Chair of Eugenics au University College de Londres (devenue aujourd'hui la Galton Chair of Genetics), fondée avec les deniers de Galton après sa mort et confiée à Pearson conformément à ses vœux. Comme Galton, Pearson pense qu'il est souhaitable d'améliorer l'espèce humaine et d'éviter en particulier la dégradation de la qualité de la population britannique.
Pearson reprend et affine la théorie statistique de l'hérédité de Galton. Il conçoit le coefficient de corrélation auquel on a donné son nom, l'utilisant pour quantifier, dans Nature and Nurture (1910), les ressemblances entre parents et enfants humains sur un certain nombre de traits. Il identifie ces ressemblances à l'expression de la « force de la nature », l'opposant à celle de la culture (nurture), et rapporte des calculs de corrélation pour la stature, la longueur des bras, la couleur de yeux, mais aussi la tuberculose, les « capacités » et l'« intelligence ». Il pose ainsi les bases de la méthode classique d'estimation de l'héritabilité à partir de calculs de corrélations entre individus apparentés.
Karl Pearson fonde en 1907 la Eugenic Education Society (qui sera dirigée par Leonard Darwin de 1911 à 1928), crée en 1925 les Annals of Eugenics et dirige le Galton Laboratory de l'University College de Londres de 1911 à 1933 (en même temps que le département de statistique). Il s'emploiera toute sa vie à la promotion de ses convictions eugénistes.

### Le modèle infinitésimal de Ronald Fisher et son principe de décomposition de la variance
La troisième contribution importante est celle de Ronald Fisher, membre fondateur en 1910 de la Cambridge Eugenics Society (la société d'eugénique de l'université de Cambridge), membre actif de la Eugenics Society of London à partir de 1923, successeur de Pearson à la chaire d'eugénique du University College de Londres en 1933 et directeur du Galton Laboratory de 1933 à 1943. Dans une conférence donnée en 1911 devant la Cambridge Eugenics Society, Fisher suggère de repérer les élèves les plus doués à l'école élémentaire pour leur octroyer des facilités, et explique qu'aider les élèves de classes défavorisées à s'élever dans l'échelle sociale, ce qui a selon lui été beaucoup fait, est « pire qu'inutile tant que le taux de natalité est plus bas dans les classes auxquelles ils accèdent que dans celles dont ils sont issus ».
Dans un article publié en 1918 dans la section consacrée aux sciences de la Terre et de l'environnement des Transactions of the Royal Society of Edinburgh, Fisher pose les bases du modèle infinitésimal encore utilisé aujourd'hui pour les calculs d'héritabilité, et conçoit le principe de décomposition additive de la variance, créant à cette occasion le mot « variance » pour désigner le carré de l'écart-type. Dans cet article fondateur, il explique comment calculer la part de variance d’un phénotype attribuable à des « facteurs innés et héritables », raisonnant ainsi (p. 199) : « les déviations des mesures d’un trait humain par rapport à sa moyenne suivent de très près la loi normale », or « s’il existe deux causes indépendantes de variabilité capables de produire, au sein d’une population sinon uniforme, des distributions d’écart-types égaux respectivement à σ1 et σ2, lorsque ces deux causes agissent en même temps l’écart-type de la distribution est égal à la racine carrée de (σ12 + σ22). Par conséquent, lorsqu’on analyse les causes d’une variabilité, il est souhaitable d’utiliser le carré de l’écart-type comme mesure de celle-ci. Nous appellerons cette quantité la variance de la population normale à laquelle elle se réfère, et nous pourrons dès lors attribuer à chacune des causes constituantes une fraction du pourcentage de la variance totale qu’elles produisent ensemble ». Le modèle proposé par Fisher est ainsi basé explicitement sur l'idée que P = G + E (pas d'effets d'interactions entre génotypes et environnement), et la décomposition de VP en VG + VE qui permet le calcul de H2 est basée sur l'hypothèse que G et E sont indépendants (pas de covariance des génotypes avec les environnements).
Fisher publie en 1919 dans la Eugenics Review un résumé de son article de 1918. Dans sa conclusion, avant d'exprimer sa « profonde gratitude » envers la Eugenics Education Society et Leonard Darwin pour leur assistance tout au long de ce travail, Fisher déclare qu'il est « peu probable que plus de 5 % de la variance des mesures de caractéristiques physiques chez l'homme soit due à des causes non héritables », et qu'en l'absence de données suffisantes pour conclure concernant d'autres caractéristiques, « le plus sage est d'en juger en comparant les faits établis [les concernant] avec ceux concernant les mesures physiques ».

### Premières études d'héritabilité du QI par Cyril Burt
Cyril Burt est un psychométricien anglais qui s'est spécialisé dans la psychologie de l'éducation, dont les recherches ont porté sur la mesure de l'intelligence et son héritabilité.
En 1909, Burt utilise le modèle de l'intelligence générale créé par Charles Spearman pour analyser les performances d'écoliers à une batterie de tests. Une des conclusions de son article est que les enfants de la classe supérieure scolarisés dans des écoles privées élitistes ont de meilleurs scores aux tests que ceux scolarisés dans des écoles élémentaires ordinaires, et que cette différence est due à des différences de dispositions innées.
Il publie en 1912 dans The Eugenics Review un article intitulé « The inheritance of mental characters », dans lequel il pose que « les forces psychiques sont les véritables causes de tous les phénomènes sociaux » et que « l'hérédité reste indispensable pour expliquer les différences de capacités mentales ».
Burt occupe de 1913 à 1933 un poste à temps partiel au London County Council, où il a la responsabilité de repérer parmi les élèves les « faibles d'esprit » afin qu'ils soient retirés du système scolaire et placés dans des institutions.
Burt rejoint le University College de Londres en 1931, comme titulaire de la chaire de psychologie. Il est l'auteur en 1955 de la première étude de jumeaux visant à estimer l'héritabilité du QI. Il en publiera deux autres, en 1958 et 1966. Faisant le bilan de ces études ayant comparé des jumeaux monozygotes et dizygotes adoptés et non adoptés, Burt estimera que l'héritabilité du QI est de 75 % à 80 %.

### Perspectives actuelles
Les modèles mathématiques construits pour estimer l'héritabilité d'un trait sur la base de données génomiques permettent, lorsqu'on les applique à un individu, de calculer son « score polygénique » pour ce trait. Avec le développement de tels scores depuis les années 2010, certains commencent à envisager leur utilisation afin de permettre aux parents de procéder à une nouvelle forme d'eugénisme, non plus institutionnelle et visant à améliorer le pool génétique des populations, mais individuelle et visant à optimiser la qualité d'une descendance particulière. Il s'agirait de sélectionner le « meilleur » embryon sur la base d'un test génétique, dans le cadre d'une fécondation in vitro, avant son transfert dans l'utérus de la gestatrice. Deux entreprises ont annoncé en 2018 leur projet de proposer de tels services aux futurs parents aux États-Unis, où ce type de diagnostic préimplantatoire n'est pas encadré.
Le premier article scientifique évaluant ce que pourraient être les performances d'une sélection ainsi réalisée a été publié dans Cell en 2019. Dans l'hypothèse maximaliste où des scores polygéniques adaptés à telle ou telle population pourraient prédire un jour 50 % de la variance de la stature ou 50 % de celle du QI, et en supposant que les parents puissent choisir entre 10 embryons viables et qu'ils sélectionnent l'embryon sur un seul trait, les calculs des chercheurs indiquent que les gains moyens pouvant être espérés (par rapport au choix d'un embryon au hasard) seraient d'environ 4,2 cm pour la stature et d'environ 6 points pour le QI. Si ce pourcentage n'atteignait « que » 25 %, scénario encore très optimiste mais un peu moins irréaliste, le gain moyen serait ramené à environ 3 cm pour la stature et environ 3 points pour le QI, sans garantie de résultat au cas par cas (il pourrait être nul voire parfois négatif, car ce n'est qu'une moyenne). Par ailleurs, si la sélection était faite sur deux traits à la fois, leur modèle indique que les gains moyens seraient inchangés si les deux traits sont indépendants, mais qu'ils diminueraient en cas d'existence d'une corrélation négative entre eux, disparaissant complètement en cas d'anti-corrélation parfaite. Les auteurs soulignent également qu'en raison du haut degré de pléiotropie du génome humain, sélectionner les embryons sur un trait pourrait conduire à augmenter le risque qu'ils soient atteints de certains troubles. Ils concluent que faire ce type de sélection serait d'une utilité limitée, surtout eu égard au coût, aux risques et aux enjeux éthiques associés.